# Distretto di Kalutara
Il distretto di Kalutara è un distretto dello Sri Lanka, situato nella provincia Occidentale e che ha come capoluogo Kalutara.